# Ozodiceromya subnotata
Ozodiceromya subnotata är en tvåvingeart som först beskrevs av Johnson 1926.  Ozodiceromya subnotata ingår i släktet Ozodiceromya och familjen stilettflugor.
Artens utbredningsområde är Florida. Inga underarter finns listade i Catalogue of Life.